# Zdeněk Šesták

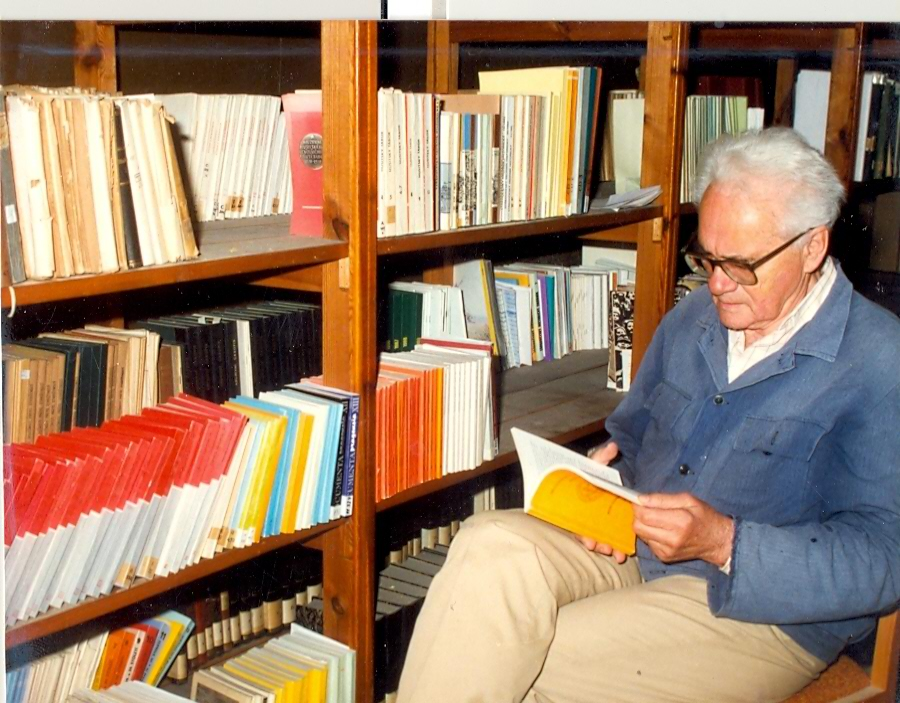
Zdeněk Šesták

Zdeněk Šesták (* 10. Dezember 1925 in Citoliby) ist ein tschechischer Komponist und Musikwissenschaftler.

## Leben
Zdeněk Šesták stammt aus einer musikalischen Familie und besuchte als Kind die Musikschule in Slaný. Während seiner Gymnasialzeit war er Organist in seiner Heimatstadt. 1945–50 studierte er am Prager Konservatorium Musiktheorie und Komposition bei Miroslav Krejčí und Emil Hlobil. Daneben absolvierte er an der Karls-Universität Musikwissenschaft bei Josef Hutter und Jan Němeček. Gleichzeitig besuchte er Vorlesungen von Jan Patočka über antike Philosophie. In seiner beruflichen Anfangsphase wirkte er als Flötist in verschiedenen Armeeensembles. 1957 wurde er freischaffender Komponist, er war aber auch in späteren Jahren in verschiedenen Funktionen tätig. 1968 wurde er Dramaturg für Sinfonie-, Kammer- und Vokalmusik beim Tschechoslowakischen Rundfunk. In den frühen 1990er-Jahren lehrte er am Institut für Musikwissenschaft der Philosophischen Fakultät der Karlsuniversität regionale Musikwissenschaft. Sein wissenschaftliches Spezialgebiet ist die Musik in der Region Citoliby im 18. Jahrhundert
Šesták ist Mitglied des Vereins tschechischer Komponisten, des Vereins für zeitgenössische Musik Přítomnost, Umělecké besedy und des Vereins Pondělníci. 2006 wurde er von der Dagmar und Václav-Havel-Stiftung „Vision 97“ für seinen Beitrag zur Bildungsphilosophie ausgezeichnet. 2008 erhielt er eine Auszeichnung des tschechischen Kulturministeriums für seinen lebenslangen Beitrag zur tschechischen Kultur im Bereich der Musik. 2013 erhielt er zusammen mit Jiřina Fikejzová den OSA Gold Award for Lifetime Achievement für seine musikwissenschaftlichen Forschungen.

## Werke (Auswahl)

### Vokalsinfonische Werke
- Fatum. Vokalsinfonisches Fragment nach Sophokles für Solisten, Chor, Orchester und Orgel (1983)
- Královna Dagmar (Königin Dagmar). Oratorium nach einem Text von Dagmar Ledečová (1989)

### Orchesterwerke
- Sinfonische Phantasie (Variationen) (1966)
- Sinfonie Nr. 2 (1970)
- Sinfonie Nr. 3 (1971)
- Sinfonie Nr. 4 für Streichorchester (1973)
- Konzert für Streichorchester (1973)
- Sonata sinfonica für Blasorchester, Glockenspiel und Pauken (1976)
- Sinfonie Nr. 5 „Chronos“ (1978)
- Sinfonie Nr. 6 „Věčný nepokoj srdce“ (Ewige Unrast des Herzens) (1979)
- Sinfonische Variationen „Zpřítomnění okamžiku“ (Vergegenwärtigung des Augenblicks) (1980)
- Sinfonisches Fresko „Paměť“ (Erinnerung) (1981)
- Dramatisches sinfonisches Bild „Euripides“ (2001)

### Instrumentalkonzerte
- Konzert für Violine und Orchester Nr. 1 „Sursum corda“ (1981)
- Konzert für Viola und Orchester „Sokratovské meditace“ (Sokratische Meditationen) (1982)
- Konzert für Violine und Orchester Nr. 2 „Jan houslista“ (Hans, der Geiger) (1983)
- Konzert für Violoncello und Orchester Nr. 1 „Světlo naděje“ (Das Licht der Hoffnung) (2002)
- Konzert für Violoncello und Orchester Nr. 2 „Cesta poznání“ (Der Weg des Wissens) (2005)

### Kammermusik für Streichinstrumente
- Streichquartett Nr. 3 „Akroasis“ (1974)
- Streichquartett Nr. 4 „Známý hlas“ (Vertraute Stimme) (1975)
- Streichquintett Nr. 1 „Concentus musicus“ (1975)
- Streichquartett Nr. 5 „Labyrint duše“ (Labyrinth der Seele) (1976)
- Streichquartett Nr. 6 „Máchovské variace“ (Mácha-Variationen) (1993)
- Streichquartett Nr. 7 „Soliloquia“ (1994)
- Streichquartett Nr. 8 „Hledání světla“ (Auf der Suche nach Licht) (1996)
- Streichquartett Nr. 9 „Sisyfos“ (Sisyphos) (1999)
- Streichquintett Nr. 2 „Conscientia temporis“ (2000)
- Streichsextett „Chvála života“ (Lob des Lebens) (2001)

### Solos, Duos und Kammermusik für Blasinstrumente (mit oder ohne Klavier)
- Concertino für Bläserquintett (1964)
- Divertimento concertante für fünf Blasinstrumente (1966)
- Fünf virtuose Inventionen für Fagott (1966)
- Sonata für zwei Klarinetten (1967)
- Drei Metamorphosen für Flöte (1968)
- Musica tripartita für Klarinette (1968)
- Partita profana (1975)
- Euterpé für Oboe oder Englischhorn und Klavier (1977)
- Gratulační kasace (Gratulationskassation) für Flöte, Klarinette, Trompete und Fagott (1977)
- Sonata da camera für Blasinstrumente (1978)
- Evocationes paschales für Trompete und Orgel (1993)
- Sonata „Dies laetitiae“ für Trompete und Orgel (1994)
- Partita capriccioso „Hommage à Jan Vent“ (Johann Nepomuk Wendt) für Blasinstrumente (1997)
- Symposium musicum für Bläserensemble (1997)
- Herakleitos. Movimenti musicali per nove stromenti a fiato (1998)
- Nonetto. „Hommage à Josef Triebensee“ für Blasinstrumente und Kontrabass (1999)
- Musica bizzara für Fagott und Klavier (1999)
- Trois pièces für Klarinette und Klavier (1999)

### Lieder
- Čtyři dramatické fragmenty podle Manon Lescaut Vítězslava Nezvala (Vier dramatische Fragmente nach Manon Lescaut von Vítězslav Nezval). Kammerkantate (1975)
- Blahoslavenství hudby (Die Seligkeit der Musik). Liederzyklus auf Gedichte von Vladimír Šefl für Bass und Klavier (1983)
- Hořké smutky Françoise Villona für Tenor und Klavier (1983)
- Česká hudba (Tschechische Musik). Liederzyklus auf Gedichte von Vladimír Šefl für Bass und Klavier (1984)
- Dalekáť cesta má…. Liederzyklus auf Gedichte von Karel Hynek Mácha für Bariton und Klavier (1984)
- Neutíkej mi, chvíle blouznivá (Entfliehe mir nicht, phantastische Zeit) nach Versen von Josef Hora für Tenor und Klavier (1984)
- Hlas milého svého slyším (Die Stimme meiner Geliebten höre ich) auf Worte aus dem Hohelied für Mezzosopran und Klavier (1985)
- Naléhavý souzvuk tvarů nach Versen von Michelangelo für Bass und Klavier (1989)
- Hledání moudrosti (Suche nach Weisheit) auf Worte aus dem Buch Prediger für Bariton und Klavier (1990)
- Moudrost lásky (Weisheit der Liebe). Kammerkantate auf einen Text von Josef Jelen für Sopran, Bass und Klavier (1991)

### Chöre
- Co to zvoní, co to cinká (Was klingelt, was bimmelt) auf einen Text von Jan Čarek für Kinderchor und Klavier (1959)
- Hommage à Apollinaire für gemischten Chor a cappella (1972)
- Portrét Konstantina Biebla (Portrait von Konstantin Biebl) nach Worten von Konstantin Biebl für gemischten Chor a cappella (1974)
- Puškinské vigilie (Nachtwache für Puschkin) für gemischten Chor a cappella (1978)
- Zvěstování jara (Verkündigung des Frühlings) nach slowakischer Volkspoesie für Kinderchor und Klavier (1979)
- Vítej, slunko líbezné (Willkommen, liebliche Sonne). Kantate nach tschechischer Volkspoesie für Kinderchor und Klavier (1980)
- Vychádzalo súnečko. Kantate nach mährischer Volkspoesie für Kinderchor und Klavier (1980)
- Kdež ta ruože prokvitá (Wo blüht diese Rose). Kantate nach mittelalterlicher tschechischer Poesie für Kinderchor und Klavier (1982)
- V nově zem se zase směje (In der neuen Erde lacht er wieder). Kantate nach Antonín Jaroslav Puchmajer für Kinderchor und Klavier (1984)

### Geistliche Musik
- Missa brevis Citolibensis (1949)
- In Deo speravit cor meum (1976)
- Cantate Domino canticum novum (1981)
- Laudate Dominum omnes gentes (1983)
- Excita, Domine corda nostra (1989)
- Laetentur coeli et exultet terra (1992)
- Canticum poeticum de Adalberto sancto. Kantate für Solisten, Chor und Orgel (1996)